# Cambridgeshire and Isle of Ely
Cambridgeshire and Isle of Ely – byłe hrabstwo w Anglii, istniejące w latach 1965-1974.